# シルバー・リング・シング
シルバー・リング・シング（英語：Silver Ring Thing）は1995年に福音派教会の牧師ダニー・パティンによって設立されたアメリカ合衆国の純潔運動団体。日本にも支部が存在する。
音楽やミュージックビデオを使って、結婚するまで性関係を控えることの重要性を強調する。
「結婚するまで性行為をしない」と誓うティーンエージャーは集会中に12ドルを支払い、指輪（ピュリティ・リング）と聖書を受け取る。歌手クリスティーナ・アギレラもその会合に出席し、積極支援したことでも知られている。会員は年々増えており、現在は南アフリカ及びイギリスにも進出。
性行為経験者も参加可能で、「セカンド・バージン（第二の純潔）」と称して結婚まで性関係を持たない。